# All-Star Game de la NBA 1980
El 30.º All-Star Game de la NBA de la historia se disputó el día 4 de febrero de 1980 en el Capital Centre de Landover, un suburbio de Washington D. C., ante 19.035 espectadores. El equipo de la Conferencia Este estuvo dirigido por Billy Cunningham, entrenador de Philadelphia 76ers y el de la Conferencia Oeste por Lenny Wilkens, de Seattle Supersonics. La victoria correspondió al equipo del Este, por 144-136 tras una prórroga, siendo la segunda vez que ocurría en 30 ediciones, tras el All Star de 1954. Fue elegido MVP del All-Star Game de la NBA el base de los San Antonio Spurs George Gervin, que lideró al equipo del Oeste consiguiendo 34 puntos, 10 rebotes y 3 asistencias. El partido llegó igualado al descanso (64-64) y al final del tiempo reglamentario (128-128), decidiendo el partido en la prórroga la actuación de Larry Bird y de Moses Malone. Además de Gervin, en el Este destacaron Eddie Johnson y el propio Malone, con 22 y 20 puntos respectivamente, mientras que por el Oeste el máximo anotador fue Adrian Dantley, de los Utah Jazz, con 23, seguido por Paul Westphal, de Phoenix Suns, que consiguió 21.
Fue el primer All-Star de los 12 que disputaron los dos jugadores llamados a ser las grandes estrellas de los años 80, Magic Johnson y Larry Bird. Fue también el último partido de las estrellas para Elvin Hayes, que años más parte sería incluido en el prestigioso Basketball Hall of Fame.

## Estadísticas

### Conferencia Oeste
| CONFERENCIA OESTE                |     |     |     |     |     |     |     |     |
| Jugador, Equipo                  | MIN | TCA | TCI | TLA | TLI | REB | AST | PTS |
| Adrian Dantley, Utah             | 30  | 8   | 15  | 7   | 8   | 5   | 2   | 23  |
| Marques Johnson, Milwaukee       | 34  | 1   | 6   | 2   | 2   | 4   | 1   | 4   |
| Kareem Abdul-Jabbar, Los Angeles | 30  | 6   | 17  | 5   | 6   | 16  | 9   | 17  |
| Lloyd Free, San Diego            | 21  | 7   | 13  | 0   | 1   | 3   | 5   | 14  |
| Earvin Johnson, Los Angeles      | 24  | 5   | 8   | 2   | 2   | 2   | 4   | 12  |
| Dennis Johnson, Seattle          | 20  | 7   | 13  | 5   | 6   | 4   | 1   | 19  |
| Walter Davis, Phoenix            | 23  | 5   | 10  | 2   | 2   | 4   | 2   | 12  |
| Jack Sikma, Seattle              | 28  | 4   | 10  | 0   | 0   | 8   | 4   | 8   |
| Paul Westphal, Phoenix           | 27  | 8   | 14  | 5   | 6   | 1   | 5   | 21  |
| Kermit Washington, Portland      | 14  | 1   | 6   | 2   | 4   | 8   | 1   | 4   |
| Otis Birdsong, Kansas City       | 14  | 1   | 2   | 0   | 0   | 0   | 0   | 2   |
| Totales                          | 265 | 53  | 114 | 30  | 37  | 55  | 34  | 136 |

MIN: Minutos. TCA: Tiros de campo anotados. TCI: Tiros de campo intentados. TLA: Tiros libres anotados. TLI: Tiros libres intentados. REB: Rebotes. AST: Asistencias. PTS: Puntos

### Conferencia Este
| CONFERENCIA ESTE                 |     |     |     |     |     |     |     |     |
| Jugador, Equipo                  | MIN | TCA | TCI | TLA | TLI | REB | AST | PTS |
| John Drew, Atlanta               | 15  | 0   | 4   | 4   | 5   | 3   | 0   | 4   |
| Julius Erving, Philadelphia      | 20  | 4   | 12  | 3   | 4   | 5   | 2   | 11  |
| Moses Malone, Houston            | 31  | 7   | 12  | 6   | 12  | 12  | 2   | 20  |
| George Gervin, San Antonio       | 40  | 14  | 26  | 6   | 9   | 10  | 3   | 34  |
| Eddie Johnson, Atlanta           | 32  | 11  | 16  | 0   | 0   | 1   | 7   | 22  |
| Dan Roundfield, Atlanta          | 27  | 7   | 15  | 4   | 9   | 13  | 0   | 18  |
| Nate Archibald, Boston           | 21  | 0   | 8   | 2   | 3   | 3   | 6   | 2   |
| Elvin Hayes, Washington          | 29  | 5   | 10  | 2   | 2   | 5   | 4   | 12  |
| Micheal Ray Richardson, New York | 13  | 3   | 7   | 0   | 0   | 1   | 2   | 6   |
| Bill Cartwright, New York        | 14  | 4   | 8   | 0   | 0   | 3   | 1   | 8   |
| Larry Bird, Boston               | 23  | 3   | 6   | 0   | 0   | 6   | 7   | 7   |
| Totales                          | 265 | 58  | 124 | 27  | 44  | 62  | 34  | 144 |

MIN: Minutos. TCA: Tiros de campo anotados. TCI: Tiros de campo intentados. TLA: Tiros libres anotados. TLI: Tiros libres intentados. REB: Rebotes. AST: Asistencias. PTS: Puntos